# Loaded (album, The Velvet Underground)
Loaded je čtvrté studiové album americké rockové skupiny The Velvet Underground, vydané v listopadu roku 1970 vydavatelstvím Cotillion Records, dceřinou společností Atlantic Records.
Kytarista Sterling Morrison o albu Loaded řekl: „Dokazuje, že jsme mohli po celou dobu dělat skutečně komerčně znějící nahrávky.“

## Před vydáním
Skupina v březnu roku 1969 vydala své třetí album The Velvet Underground a hned v květnu toho roku šla opět do newyorského studia Record Plant Studios a začala zde pracovat na dalších nahrávkách. Ani jedna z písní nahraných v tomto období v těchto verzích však na albu Loaded nevyšla; různé písně byly později nahrány znovu a na albu vyšly, některé později nahrál Lou Reed a vydal je na svých sólových albech. Naopak nahrávky z této doby vyšly v osmdesátých letech na kompilačních albech VU (1985) a Another View (1986).
Nahrávání samotného alba Loaded začalo v dubnu 1970 ve studiu Atlantic Recording Studios v New Yorku. Těchto frekvencí se však nemohla kvůli svému těhotenství účastnit bubenice Maureen Tuckerová. Zpočátku nahrávání produkoval Adrian Barber, který se rovněž s Dougem Yulem střídal za bicí soupravou. Později jak Lou Reed, tak i Doug Yule říkali, že raději na Tuckerovou s nahráváním kvůli jejímu nezaměnitelnému stylu měli počkat.
Nahrávání se krátce účastnil také bývalý člen skupiny John Cale, který byl vyhozen koncem roku 1968. Hrál na varhany v písni „Ocean“, avšak Doug Yule později tvrdil, že Caleovu účast nevylučuje, ale v této verzi písně na varhany hrál on sám.

## Seznam skladeb
Autorem všech skladeb je Lou Reed, mimo písně „Ride into the Sun“, u které jsou coby autoři vedle Reeda uvedeni ještě John Cale, Sterling Morrison a Maureen Tuckerová.

### Původní vydání (LP)
| Strana 1 | Strana 1          | Strana 1 |
| Pořadí   | Název             | Délka    |
| -------- | ----------------- | -------- |
| 1.       | Who Loves the Sun | 2:45     |
| 2.       | Sweet Jane        | 3:18     |
| 3.       | Rock & Roll       | 4:44     |
| 4.       | Cool It Down      | 3:06     |
| 5.       | New Age           | 4:39     |

| Strana 2 | Strana 2             | Strana 2 |
| Pořadí   | Název                | Délka    |
| -------- | -------------------- | -------- |
| 6.       | Head Held High       | 2:58     |
| 7.       | Lonesome Cowboy Bill | 2:45     |
| 8.       | I Found a Reason     | 4:17     |
| 9.       | Train Round the Bend | 3:22     |
| 10.      | Oh! Sweet Nuthin'    | 7:29     |

### Verze Fully Loaded (CD)
| Disk 1 | Disk 1                            | Disk 1 |
| Pořadí | Název                             | Délka  |
| ------ | --------------------------------- | ------ |
| 1.     | Who Loves the Sun                 | 2:45   |
| 2.     | Sweet Jane (dlouhá verze)         | 4:06   |
| 3.     | Rock & Roll                       | 4:43   |
| 4.     | Cool It Down                      | 3:04   |
| 5.     | New Age (dlouhá verze)            | 5:07   |
| 6.     | Head Held High                    | 2:56   |
| 7.     | Lonesome Cowboy Bill              | 2:43   |
| 8.     | I Found a Reason                  | 4:15   |
| 9.     | Train Round the Bend              | 3:21   |
| 10.    | Oh! Sweet Nuthin'                 | 7:25   |
| 11.    | Ride into the Sun (demo verze)    | 3:20   |
| 12.    | Ocean (outtake)                   | 5:43   |
| 13.    | I'm Sticking with You (outtake)   | 3:06   |
| 14.    | I Love You (demo verze)           | 2:03   |
| 15.    | Rock & Roll (alternativní mix)    | 4:41   |
| 16.    | Head Held High (alternativní mix) | 2:15   |

| Disk 2 | Disk 2                                         | Disk 2 |
| Pořadí | Název                                          | Délka  |
| ------ | ---------------------------------------------- | ------ |
| 17.    | Who Loves the Sun (alternativní mix)           | 2:59   |
| 18.    | Sweet Jane (počáteční verze)                   | 5:22   |
| 19.    | Rock & Roll (demo verze)                       | 4:45   |
| 20.    | Cool It Down (počáteční verze)                 | 4:14   |
| 21.    | New Age (dlouhá verze)                         | 5:44   |
| 22.    | Head Held High (počáteční verze)               | 2:48   |
| 23.    | Lonesome Cowboy Bill (počáteční verze)         | 3:14   |
| 24.    | I Found a Reason (demo verze)                  | 3:16   |
| 25.    | Train Round the Bend (alternativní verze)      | 4:36   |
| 26.    | Oh! Sweet Nuthin' (počáteční verze)            | 4:04   |
| 27.    | Ocean (demo verze)                             | 6:27   |
| 28.    | I Love You (outtake)                           | 2:03   |
| 29.    | Satellite of Love (alternativní demo verze)    | 2:51   |
| 30.    | Oh Gin (demo verze)                            | 2:54   |
| 31.    | Walk and Talk (demo verze)                     | 2:47   |
| 32.    | Sad Song (demo verze)                          | 3:43   |
| 33.    | Love Makes You Feel Ten Feet Tall (demo verze) | 4:09   |

## Obsazení
Základní sestava
- Lou Reed – zpěv, sólová a rytmická kytara, klavír
- Doug Yule – baskytara, klávesy, kytara, bicí, perkuse, doprovodné vokály, zpěv v „Who Loves the Sun“, „New Age“, „Lonesome Cowboy Bill“ a „Oh! Sweet Nuthin'“
- Sterling Morrison – sólová a rytmická kytara
- Maureen Tuckerová – bicí (na obalu alba byla uvedena, ale ve skutečnosti v písních kvůli těhotenství nehrála); zpěv v „I'm Sticking With You“ a bicí v demo verzi písně „I Found a Reason“

Ostatní hudebníci
- Adrian Barber – bicí v „Who Loves the Sun“ a „Sweet Jane“
- Tommy Castanero – bicí v „Cool It Down“ a „Head Held High“
- Billy Yule – bicí v „Lonesome Cowboy Bill“ a „Oh! Sweet Nuthin'“
- John Cale – varhany v demo verzi písně „Ocean“

Technická podpora
- The Velvet Underground – produkce
- Geoff Haslam – produkce
- Shel Kagan – produkce
- Adrian Barber – zvukový inženýr